# Podgoria
Podgoria est une commune roumaine située dans le județ de Buzău.